# Alma (音楽ユニット)
alma (アルマ)は、城田純と白石経による日本のポピュラー音楽の2人組ユニット。株式会社アービング所属。レコード会社はよしもとアール・アンド・シー。

## メンバー
- 城田 純（しろた じゅん、1984年11月9日 -）

ボーカル・作詞担当。東京都出身。血液型O型。身長185cm。啓明学園中学校・高等学校卒業。
趣味はサーフィン、スポーツ。特技はスペイン語、デザイン。
16歳よりモデルとして活動する他、ジュエリーブランド「janji」、アパレルブランド「Buiby」のデザイナーとしても活動中。城田純の項も参照。
- 白石 経（しらいし けい、1984年10月23日 -）

ギター・作詞・編曲担当。埼玉県出身。血液型B型。身長167cm。啓明学園中学校・高等学校、立教大学卒業。
趣味は料理、映画、読書。特技は英語、日曜大工。

## 来歴
城田と白石は高校時代の同級生（3年間同じクラス）で、出席番号も近かったことから仲良くなっていた。その後、モデルやデザイナーとして活動していた城田と、ギターロックバンドなどで独自に音楽活動をしていた白石が4年ぶりに再会。城田が白石を口説き落として、2006年11月にユニット結成。ユニット名はスペイン語で「魂」の意味。
2009年2月11日、Jin Nakamuraをプロデューサーに迎え、シングル「鼓動」でメジャーデビュー。
2010年11月5日、同日をもって解散を発表。今後は個々で音楽活動を継続していく予定。

## ディスコグラフィ

### シングル
|     | タイトル       | 発売日        | 販売生産番号                                            | 備考 |
| --- | -------------- | ------------- | ------------------------------------------------------- | --- |
| 1st | 鼓動           | 2009年2月11日 | YRCN-90050 （初回限定盤・CD+DVD） YRCN-90051 （通常盤） | 「鼓動」：読売テレビ・日本テレビ系『ダウンタウンDX』2月 - 3月エンディングテーマ 「Youthful days」：読売テレビ『にけつッ!!』1月 - 3月エンディングテーマ         |
| 2nd | 空想カタルシス | 2009年7月15日 | YRCN-90066 （初回限定盤・CD+DVD） YRCN-90067 （通常盤） | 空想カタルシス：毎日放送・TBS系『チュー'sDAYコミックス 侍チュート!』4月 - 6月エンディングテーマ Oi!：フジテレビ系『ジャンクSPORTS』7月 - 9月エンディングテーマ |
| 3rd | I-ありがとう-  | 2010年7月21日 | YRCN-90103 （初回限定盤・CD+DVD） YRCN-90104 （通常盤） | 「Brand New Star」：読売テレビ『にけつッ!!』5月 - 6月エンディングテーマ                                                                                        |

## 出演

### ラジオ
- The Nutty Radio Show 鬼玉内「almaの熱く!ひゅ〜ひゅらり」（NACK5、2009年10月6日 - 2010年3月30日）

## 雑誌連載
- ARENA37℃ SPECIAL「Crazy for alma!-アルマに夢中!-」（音楽専科社、2009年4月号 - 2010年1月号）